# David Mathers
David Cochrane Mathers (Glasgow, 23 ottobre 1931 – Southport, 22 agosto 2014) è stato un calciatore scozzese, di ruolo centrocampista.

## Carriera

### Club
Ha giocato nella prima divisione scozzese.

### Nazionale
Ha giocato la sua unica partita in nazionale il 25 maggio 1954, nell'amichevole vinta per 2-1 sul campo della Finlandia; sempre nel 1954 è anche stato convocato per i Mondiali, nei quali non è però mai sceso in campo.

## Statistiche

### Cronologia presenze e reti in nazionale
| Cronologia completa delle presenze e delle reti in nazionale ― Scozia | Cronologia completa delle presenze e delle reti in nazionale ― Scozia | Cronologia completa delle presenze e delle reti in nazionale ― Scozia | Cronologia completa delle presenze e delle reti in nazionale ― Scozia | Cronologia completa delle presenze e delle reti in nazionale ― Scozia | Cronologia completa delle presenze e delle reti in nazionale ― Scozia | Cronologia completa delle presenze e delle reti in nazionale ― Scozia | Cronologia completa delle presenze e delle reti in nazionale ― Scozia |
| Data                                                                  | Città                                                                 | In casa                                                               | Risultato                                                             | Ospiti                                                                | Competizione                                                          | Reti                                                                  | Note                                                                  |
| --------------------------------------------------------------------- | --------------------------------------------------------------------- | --------------------------------------------------------------------- | --------------------------------------------------------------------- | --------------------------------------------------------------------- | --------------------------------------------------------------------- | --------------------------------------------------------------------- | --------------------------------------------------------------------- |
| 25-5-1954                                                             | Helsinki                                                              | Finlandia                                                             | 1 – 2                                                                 | Scozia                                                                | Amichevole                                                            | -                                                                     |                                                                       |
| Totale                                                                |                                                                       | Presenze                                                              | 1                                                                     |                                                                       | Reti                                                                  | 0                                                                     |                                                                       |

## Palmarès

### Club

#### Competizioni regionali
- Glasgow Cup: 1

Partick Thistle: 1960-1961